# Panajotis Kambas
Panajotis A. Kambas, gr. Παναγιώτης Καμπάς (ur. 1891, zm. ?) – szermierz reprezentujący Grecję, uczestnik letnich igrzysk olimpijskich w 1912 roku. Zajął 5.–6. miejsce w drużynowym turnieju szpadzistów.